# Gods of Violence
Gods of Violence è il quattordicesimo album in studio del gruppo musicale thrash metal tedesco Kreator, pubblicato nel 2017 dalla Nuclear Blast Records.

## Tracce
1. Apocalypticon – 1:06
2. World War Now – 4:28
3. Satan Is Real – 4:38
4. Totalitarian Terror – 4:45
5. Gods of Violence – 5:51
6. Army of Storms – 5:09
7. Hail to the Hordes – 4:02
8. Lion with Eagle Wings – 5:22
9. Fallen Brother – 4:37
10. Side by Side – 4:19
11. Death Becomes My Light – 7:26

## Formazione
- Mille Petrozza - chitarra, voce
- Sami Yli-Sirniö - chitarra
- Christian "Speesy" Giesler - basso
- Jürgen "Ventor" Reil - batteria